# Bruno Vernazza
Bruno Vernazza ili Bruno Varnazz (Ston, 20. srpnja 1879. – Gornji Kosinj, 15. travnja 1945.), hrvatski katolički svećenik, franjevac, glazbenik, svećenik Banjolučke i Senjske biskupije. Ubili su ga jugoslavenski partizani 1945. u Gornjem Kosinju.
Kao siroče odlazi iz Stona u trapistički samostan Trapistički samostan "Marija Zvijezda" u Banjoj Luci, u kojoj je 1888. krenuo i završio osnovnu školu. Pohađao je franjevačku gimnaziju u Gučoj Gori i novicijat u Fojnici. Zaređuje ga biskup Marijan Marković u Jajcu 20. srpnja 1902., a mladu misu slavio je 10. kolovoza 1902.
Do 1908. bio je franjevac kada je, na osobni zahtjev, sekulariziran. Sedam je godina djelovao u Banjolučkoj biskupiji (otpust 20. srpnja 1915.), a 1915. prelazi u Senjsku biskupiju. 1928. osniva tamburaški zbor »Hrvatski Sokol«. Bio je povjerenik Hrvatskog radiše.
Ulaskom partizanskih jedinica u Kosinj 1942. uhićen je i otpremljen u Mlakvu. Zalaganjem jednoga partizana oslobođen je iz zatvora. Ulaskom partizanskih jedinica u Gospić 1945., skupina vojnika izvela ga je iz župnoga stana, zavezala i ubila strijeljanjem.